# Aeroportul Internațional Roma–Ciampino „G.B. Pastine”
Aeroportul Internațional Roma-Ciampino „G.B. Pastine” (în italiană Aeroporto di Roma-Ciampino) (IATA: CIA, ICAO: LIRA) este un aeroport din Ciampino, Metropola Roma⁠(d), Lazio, Italia ce deservește zona Roma. Aeroportul a fost tranzitat în 2022 de 3.475.902 pasageri. A fost deschis în 1916 și numit după Ciampino.
Situat la o altitudine de 130 m, aeroportul dispune de 1 pistă. Este operat de Aeroporti di Roma SpA⁠(d).

## Infrastructură

### Piste
Aeroportul dispune de o singură pistă. Pista 15/33 are suprafața de asfalt și dimensiunile 2.207 m × 47 m. 

## Destinații
La momentul actual (sept 2024) următoarele aeroporturi din România au legătruri directe cu acest aeroport: București, Cluj-Napoca, Craiova, Iași, Timișoara.